# Projapygidae
Famille
Les Projapygidae sont une famille de diploures. Elle comporte plus de 40 espèces en quatre genres.

## Liste des genres
- Biclavula (San Martín, 1963)
- Pentacladiscus (San Martín, 1963)
- Projapyx (Cook, 1899)
- Symphylurinus (Silvestri, 1909)

## Référence
- Cook, 1899 : New Dicellura. Proceedings of the Entomological Society of Washington, vol. 1899, p. 222-229.